# Aleksander Woyde

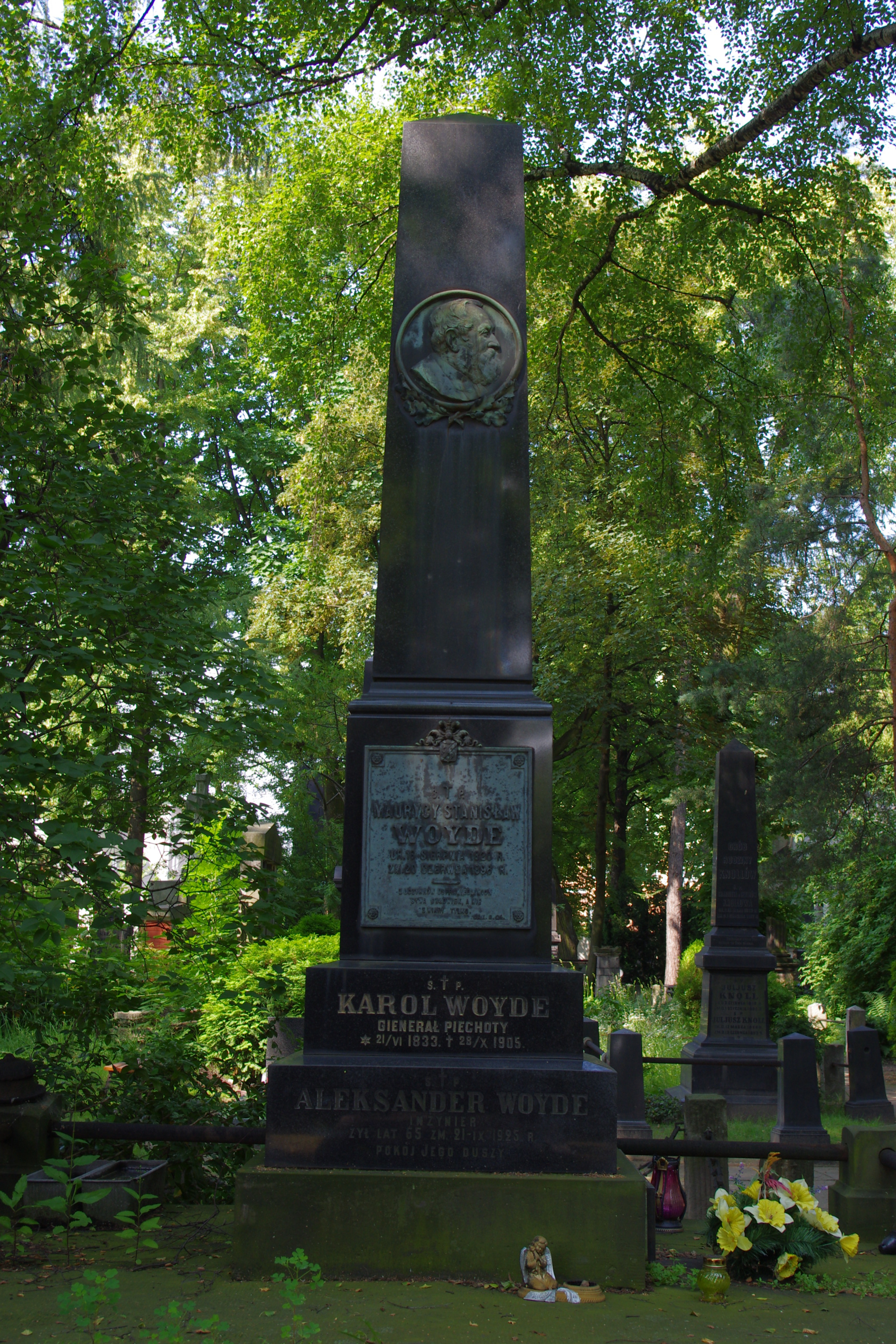
Grób inż. Aleksandra Woyde (1860-1925) i jego stryja gen. Karola Augusta Woyde (1833-1905) na cmentarzu reformowanym przy ul. Żytniej w Warszawie

Aleksander Woyde (ur. 23 lipca 1860 w Zabłudowie, zm. 21 września 1925 w Warszawie) – historyk, archiwista, bibliotekarz.

## Życiorys
Aleksander Woyde był synem Maurycego (1820–1896), administratora radziwiłłowskich dóbr Zabłudów, i Aleksandry ze Spleszyńskich (zm. 1913), najstarszym wnukiem profesora UW Maurycego Woyde. Dziadkiem ze strony matki był ks. superintendent Józef Spleszyński - obie rodziny były wyznania ewangelicko-reformowanego. Ukończył studia w Instytucie Technologicznym w Petersburgu, lecz nie wykonywał zawodu inżyniera i zajął się archiwistyką i bibliotekarstwem. Od roku 1893 do śmierci kierował biblioteką parafii ewangelicko-reformowanej na ul. Leszno w Warszawie, od 1902 był także kierownikiem archiwum parafialnego. Uporządkował zasoby biblioteki (w 1917 posiadała około 17 tysięcy woluminów), opracował katalog alfabetyczny i rzeczowy („rozumowy”), prowadził staranną politykę gromadzenia zbiorów. Współpracował także w charakterze wolontariusza z Biblioteką Publiczną w Warszawie, późniejszą Biblioteką Publiczną m.st. Warszawy, pomagając przy katalogowaniu i inwentaryzowaniu rękopisów. Był członkiem Towarzystwa Biblioteki Publicznej w Warszawie.
W roku 1919 Woyde objął stanowisko docenta historii Reformacji na Wolnej Wszechnicy Polskiej w Warszawie. W ostatnich latach przed śmiercią  wydał dwa nieznane rękopisy dotyczące historii Reformacji w Polsce (1922). Wcześniej wydał Trzy modlitwy synodalne synodów prowincjonalnych wielkopolskich reformowanych 1789, 1743 r. (1904) oraz był członkiem Komitetu Redakcyjnego serii Monumenta Reformationis Polonicae et Lithuanicae, wydawanej od 1908 pod kierunkiem Henryka Merczynga. Opublikował bibliografię dzieł Mikołaja Reja (w: Tarcza wiary, 1905).
Bogata kolekcja archiwaliów i rękopisów, którą zgromadził Woyde prywatnie, pierwotnie przekazana do archiwum parafii ewangelicko-reformowanej w stolicy, znajduje się obecnie w Dziale Rękopisów Biblioteki Uniwersyteckiej w Warszawie.
Aleksander Woyde był żonaty dwukrotnie: po raz pierwszy ze swoją kuzynką Stefanią Spleszyńską (1867-1914), a po raz drugi z Zofią z Dawidów Świdową (od 1919). Pozostawił jedną córkę Stefanię (1890-1978) zamężną Zdrodowską. Popełnił samobójstwo z powodów finansowych. Został pochowany obok rodziców i stryja, generała Karola Augusta na cmentarzu kalwińskim w Warszawie (K,2,7).